# Моррісон-Кроссроудс (Алабама)
Моррісон-Кроссроудс (англ. Morrison Crossroads) — переписна місцевість (CDP) в США, в окрузі Рендолф штату Алабама. Населення — 221 особа (2020).

## Географія
Моррісон-Кроссроудс розташований за координатами 33°25′5″ пн. ш. 85°29′18″ зх. д. / 33.41806° пн. ш. 85.48833° зх. д. (33.417996, -85.488284).  За даними Бюро перепису населення США в 2010 році переписна місцевість мала площу 13,64 км², з яких 13,44 км² — суходіл та 0,19 км² — водойми.

## Демографія
Згідно з переписом 2010 року, у переписній місцевості мешкало 219 осіб у 97 домогосподарствах у складі 72 родин. Густота населення становила 16 осіб/км².  Було 110 помешкань (8/км²).
Расовий склад населення:
| - 92,7 % — білих - 2,3 % — чорних або афроамериканців - 0,5 % — азіатів - 4,6 % — осіб інших рас |

До двох чи більше рас належало 0,0 %. Частка іспаномовних становила 5,5 % від усіх жителів.
За віковим діапазоном населення розподілялося таким чином: 15,1 % — особи молодші 18 років, 63,9 % — особи у віці 18—64 років, 21,0 % — особи у віці 65 років та старші. Медіана віку мешканця становила 48,4 року. На 100 осіб жіночої статі у переписній місцевості припадало 121,2 чоловіків;  на 100 жінок у віці від 18 років та старших — 113,8 чоловіків також старших 18 років.